# Cultura de Comoras

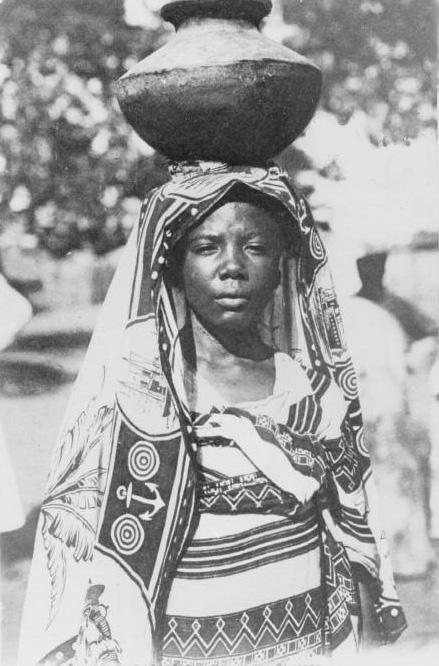
Mujer de las Comoras hacia 1908.

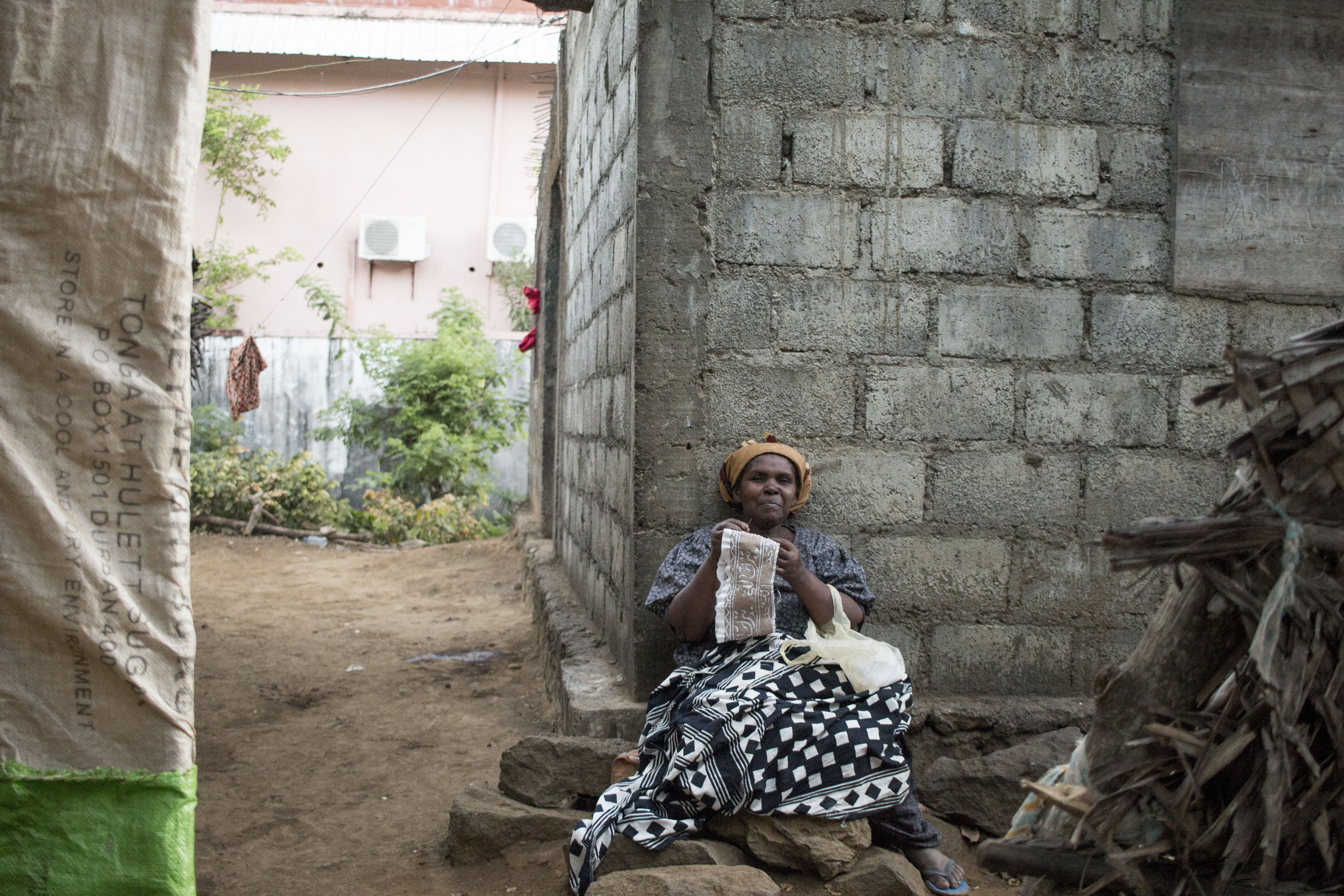
Mujer cosiendo una kofia.

En la cultura de Comoras, el idioma shikomori es el más utilizado en Comoras. Es un pariente cercano al suajili, al igual que éste, es una lengua bantú con aproximadamente el 30% de su vocabulario derivado del árabe. Es una de las lenguas oficiales de Comoras, seguida del francés y el árabe. Cada isla tiene un dialecto diferente; el de Anjouan se llama shindzwani, el de Moroni shimwali, el de Mayotte shimaore, y el de Gran Comora shingazidja. Hasta 1992 no existía un alfabeto oficial, pero se usaban el árabe y el latino. 
Hay un diario de circulación nacional del gobierno de Comoras, Al-Watwan, publicado en Moroni; Kwezi también es publicado en Mayotte. La radio Comoros es la emisora de radio nacional y Comoros National TV es el servicio de televisión.

## Educación
Casi toda la población educada de Comoras ha asistido a las escuelas coránicas en algún punto de sus vidas, a menudo antes de la escolarización regular. Allí, a los niños y niñas se les enseña el Corán, y se lo memorizan. Algunos padres específicamente eligen la escolarización temprana para compensar que los niños asistan a escuelas francés después. Desde la independencia y la expulsión de profesores de francés, el sistema de educación se ha visto afectado por la pobre formación de profesores y pobres resultados, aunque la estabilidad de los últimos años ha permitido mejoras sustanciales. En el 2000,el 44'2 por ciento de los niños de 5 a 14 años iban a la escuela. Hay una falta general de instalaciones, equipos, profesores calificados, libros de texto y otros recursos. Los salarios de los profesores son a menudo atrasados y muchos se niegan a trabajar.